# Frans Croes
Frans Croes (Heffen, 30 april 1936 - Mechelen, 19 maart 2011) was een Belgische kunstenaar, cafébaas en voorman van de Mechelse Provo- en Kabouterbeweging.
Vanaf 1964 was Croes - van opleiding een houtsnijder - de grote animator van de Mechelse tegencultuur: eerst als bedenker van allerhande Provo-happenings, en vanaf 1967 als uitbater van café Herten Aas. Dat café was een ontmoetingsplaats voor hippie- en Provocultuur, voor kunstenaars, schrijvers, muzikanten en outsiders van het meest diverse pluimage. Zo droeg de Mechelse dichter (en stamgast) Herman de Coninck er zijn eerste gedichten voor, maar evengoed kwam de volkszanger Eddy Wally er optreden voor een uit hippies en provo's bestaand publiek.
Later was Croes ook de voorman van de Mechelse Kabouterbeweging: onder zijn alter ego Paps Kabouter zette hij geregeld acties op, vaak omtrent het milieu. Het symbool van de Mechelse Kabouterbeweging waren de roze handjes, die voor het eerst opdoken toen ze tijdens het defilé op de Nationale Feestdag van 1970 op een legertank gekleefd werden. Met hun Nieuwe Partij (en de slogan 'Louter Kabouter') nam zijn Kabouterbeweging ook deel aan de Mechelse gemeenteraadsverkiezingen: ondanks het feit dat er duizenden roze kleefhandjes werden uitgedeeld, raakte geen enkele Kabouter verkozen.
Tussen 1967 en 1975 was hij ook de uitgever van het Gazetje van den Herten Aas, een alternatieve en onregelmatig verschijnende Mechelse stadskrant.
Na die periode trok Croes zich terug uit het stadsleven, en verhuisde naar het gehucht Zennegat, om er zich in zijn atelier en galerie op zijn schilder- en tekenwerk te concentreren. Toch bleef hij zich ook daar inzetten voor de bescherming van het milieu. Het Zennegat - waar hij tot aan zijn dood zou wonen en werken - is ondertussen een beschermd landschap.
Het teken- en schilderwerk van Croes is gekenmerkt door thema's als mystiek, esoterie, symbolisme en erotiek. Tijdens zijn eerste jaren ondertekende hij zijn werken meestal als Francis Gobelet (het Franse woord voor kroes).
Zijn begrafenis vond in gesloten kring plaats, maar ter ere van Croes werd na zijn overlijden wel een happening georganiseerd door de alternatieve fanfare FC Herten Aas (waarbij FC voor Frans Croes staat), en doken na tientallen jaren weer roze handjes in het Mechelse straatbeeld op.